# Attacchi statunitensi ai siti nucleari iraniani
L'attacco statunitense ai siti nucleari iraniani (operazione Midnight Hammer, lett. "Martello di Mezzanotte") è stata un'operazione militare condotta il 22 giugno 2025 dalla United States Airforce e dalla United States Navy le quali attaccarono tre impianti nucleari in Iran, per ordine del presidente Donald Trump, come parte della guerra Iran-Israele. L'impianto di arricchimento dell'uranio di Fordow, l'impianto nucleare di Natanz e il centro di tecnologia nucleare di Esfahan furono presi di mira con quattordici bombe GBU-57A/B MOP da 13.608 kg trasportate da bombardieri stealth Northrop B-2 Spirit e con una raffica separata di missili Tomahawk lanciati da sottomarini.
L'attacco fu la prima azione offensiva degli Stati Uniti nella guerra. A luglio 2025 risulta la più imponente operazione militare del III millennio con 125 velivoli impiegati.

## Antefatti
L'Iran ha fatto parte del Trattato di non proliferazione nucleare (TNP) sin dalla sua creazione nel 1970, ma c'è stata una lunga disputa sullo stato del suo programma nucleare, il quale sarebbe risultato non in conformità con il trattato, motivo per il quale il Paese ha dovuto subire rilevanti sanzioni economiche. Nel 2015 è stato stipulato l'accordo sul nucleare iraniano (JCPOA) che ha revocato alcune sanzioni. Tuttavia, durante la prima presidenza di Donald Trump nel 2018, gli Stati Uniti si sono ritirati dall'accordo e hanno ripristinato le sanzioni contro l'Iran nonostante fino ad allora l'Iran stesse pienamente rispettando l'accordo.
Il conflitto tra Iran e Israele si è intensificato dopo gli attacchi del 7 ottobre 2023 da parte di Hamas, poiché Hamas è parzialmente finanziata dall'Iran.
Il 4 febbraio 2025, il primo ministro israeliano Benjamin Netanyahu ha visitato Washington e avrebbe ricordato a Trump che l'Iran aveva pianificato di assassinarlo in risposta all'omicidio di Qassem Soleimani. Ha fatto una presentazione dettagliata con diapositive che mostravano come l'Iran stesse aumentando le proprie scorte di uranio e facendo progredire la sua tecnologia di centrifuga, che secondo Netanyahu dimostrava che gli iraniani si stavano avvicinando al superamento della soglia nucleare. Nonostante ciò, Trump ha voluto proseguire con la diplomazia e il suo team ha deciso di adottare un programma di 60 giorni per raggiungere un accordo. Il 31 maggio 2025, l'Agenzia internazionale per l'energia atomica (AIEA) ha riferito che l'Iran aveva aumentato drasticamente le sue scorte di uranio arricchito al 60% di purezza, appena al di sotto della soglia per uso bellico, raggiungendo oltre 408 kg, un aumento di quasi il 50% da febbraio. L'agenzia ha avvertito che questa quantità sarebbe stata sufficiente per molteplici armi nucleari se ulteriormente arricchita. Successivamente l’Iran ha affermato di aver aumentato l’arricchimento dell’uranio a livelli superiori a quelli richiesti per uso civile in risposta al ritiro americano dal PACG del 2018. L’AIEA ha riferito che l’Iran non stava rispettando i propri obblighi previsti dall’accordo nascondendo lo sviluppo di materiale nucleare, e ha votato per censurare l’Iran il 12 giugno.
Molti consiglieri di Trump, tra cui Steve Bannon e il Direttore dell'Intelligence Nazionale Tulsi Gabbard, hanno messo in guardia contro la guerra con l'Iran e hanno affermato che la comunità dell'intelligence non considerava l'Iran come una nazione che stesse costruendo un'arma nucleare. Nonostante ciò, Trump si è rifiutato di considerare questa ipotesi e successivamente Gabbard ha cambiato posizione sostenendo che l'Iran avrebbe potuto avere un'arma nucleare "entro pochi mesi".

### Preparazione
Nelle settimane precedenti il 22 giugno, gli Stati Uniti hanno evacuato i propri cittadini, emesso avvisi di viaggio e ritirato il personale non essenziale dalle proprie ambasciate.  Il 17 giugno, Trump ha invitato l'Iran ad una resa incondizionata. Il segretario di Stato americano Marco Rubio ha detto agli alleati degli Stati Uniti nei giorni scorsi che Washington avrebbe preferito vedere una soluzione diplomatica, e che Trump aveva inviato funzionari statunitensi a Teheran a sostegno di un accordo sul nucleare. Il 19 giugno, Trump ha rilasciato una dichiarazione tramite la portavoce della Casa Bianca Karoline Leavitt, affermando: "Sulla base del fatto che c'è una sostanziale possibilità di negoziati che potrebbero o meno aver luogo con l'Iran nel prossimo futuro, prenderò la mia decisione se andare o meno entro le prossime due settimane". Secondo alcune fonti, lo stesso giorno, politici israeliani tra cui Benjamin Netanyahu, Israel Katz ed Eyal Zamir hanno chiamato l'amministrazione Trump, dicendo che non potevano aspettare due settimane. Nella telefonata erano presenti anche il vicepresidente J.D. Vance e il segretario della difesa Pete Hegseth, che hanno replicato citando preoccupazioni circa il coinvolgimento diretto degli Stati Uniti e il rischio di essere trascinati in guerra.

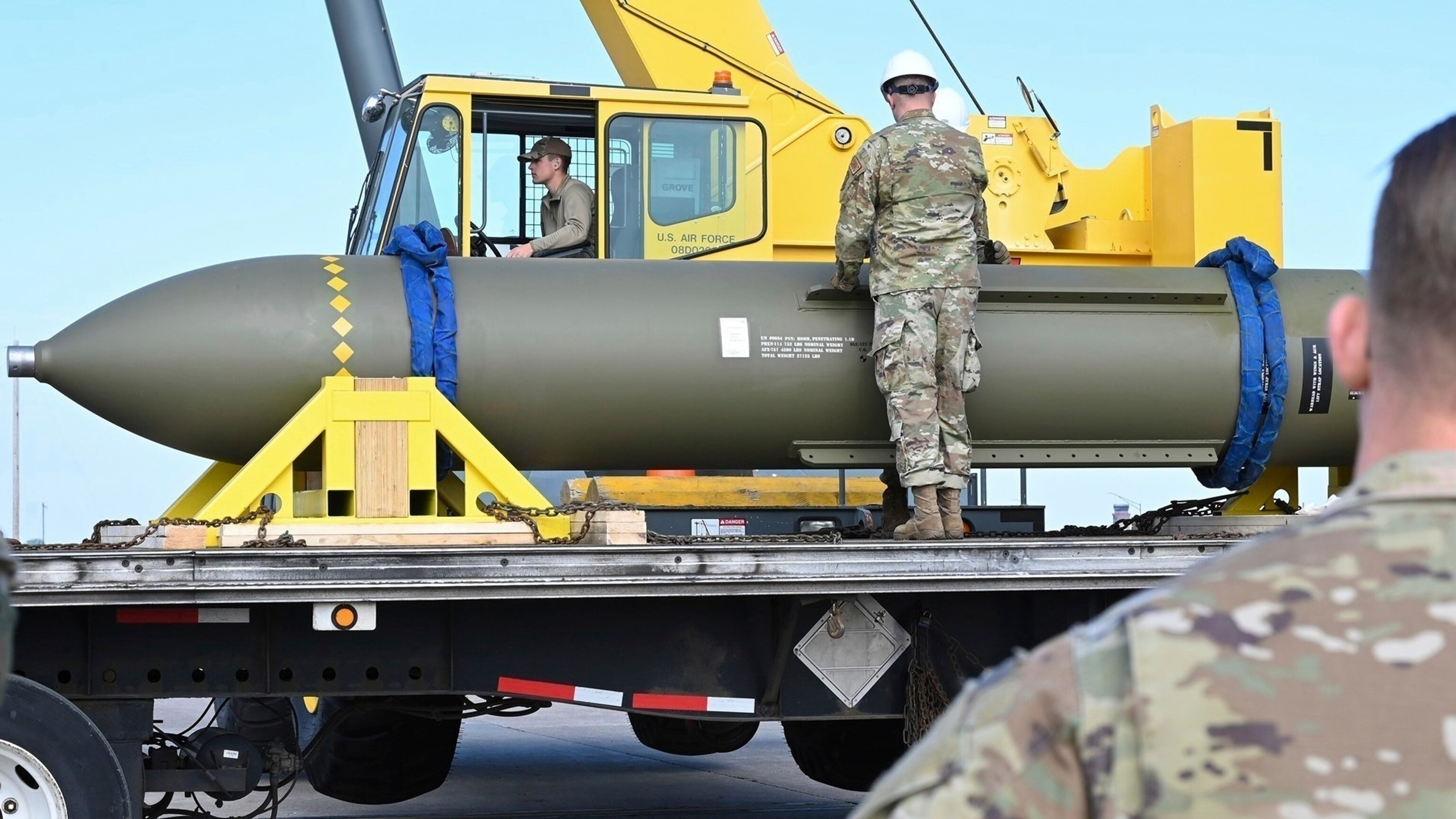
Un esemplare di GBU-57 MOP utilizzata nell'operazione

Il 21 giugno, gli Stati Uniti hanno schierato a Guam bombardieri stealth B-2. Le basi statunitensi in Medio Oriente sono entrate in stato di massima allerta e hanno migliorato la difesa aerea, poiché l'Iran ha minacciato di colpire qualsiasi paese che aiutasse Israele. La maggior parte degli aerei militari statunitensi parcheggiati sulla pista della base aerea di Al Udeid in Qatar non erano più visibili entro il 19 giugno, il che suggerisce che potrebbero essere stati evacuati nell'eventualità di una rappresaglia iraniana. In risposta, gli Stati Uniti hanno avvertito di una ritorsione devastante se fossero stati minacciati gli interessi americani.
ABC News ha riferito che gli eserciti americani e israeliani avevano condotto una prova di questo attacco durante un’esercitazione di addestramento a metà del 2024 durante l’amministrazione Biden. Axios ha riferito che i democratici nei comitati di intelligence del Senato e della Camera non erano stati informati in anticipo dell’attacco, mentre i repubblicani sì.

## Il piano degli attacchi

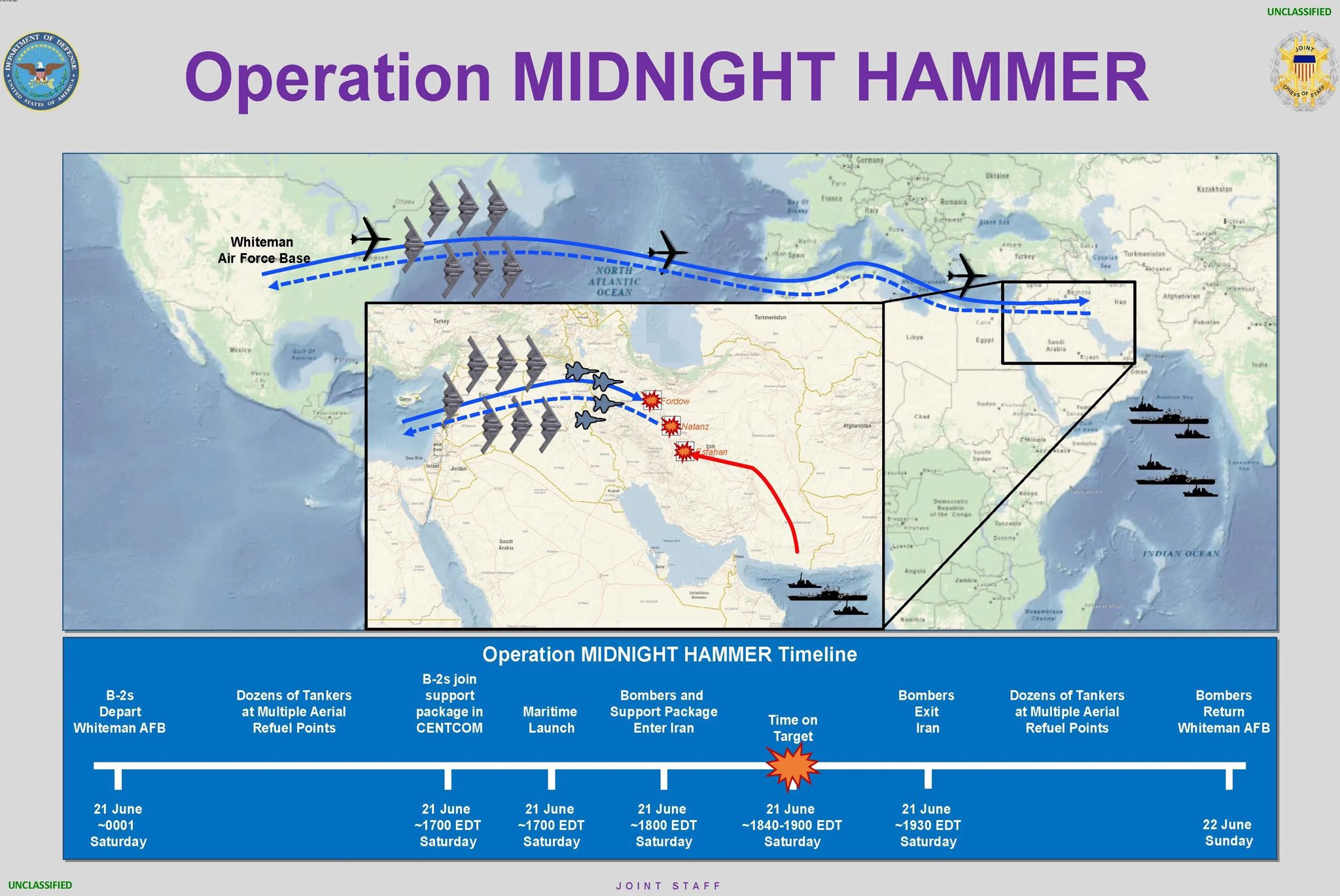
Cronologia dell'operazione Midnight Hammer

Il 22 giugno l'Aeronautica e la Marina degli Stati Uniti attaccarono tre siti nucleari iraniani: Fordow, Natanz e Esfahan, con sette bombardieri B-2 del 509th Bomb Wing che volarono senza fare scalo dalla base aerea di Whiteman nel Missouri. Sei B-2 sganciarono dodici bombe GBU-57A/B MOP sulla struttura di Fordow, e il settimo B-2 sganciò due MOP su Natanz. Un sottomarino lanciò anche 30 missili Tomahawk contro i siti; nonostante i funzionari statunitensi non avessero nominato il sottomarino, l'USS Georgia (SSGN-729) si trovava nella regione dal settembre 2024. Natanz e Fordow sono stati colpiti intorno alle 2:30 del mattino ora locale (23:00 del giorno precedente UTC).
Le bombe convenzionali non potevano danneggiare il sito di Fordow, che era fortificato e si trova a circa 79 m di profondità all'interno di una montagna. Le 12 bombe sono state sganciate in sequenza su due pozzi di ventilazione per penetrare in profondità nella montagna.
Le bombe MOP "bunker buster" non erano mai state utilizzate in combattimento prima e sono così pesanti che possono essere sganciate solo dai bombardieri B-2, che solo gli Stati Uniti possiedono. I B-2 hanno volato ininterrottamente per circa 37 ore durante la missione venendo riforniti più volte a mezz'aria ed erano preceduti da aerei da combattimento di quarta e quinta generazione per intercettare qualsiasi fuoco difensivo terra-aria da parte iraniana. Poiché i pianificatori statunitensi temevano che i post sui social media di Trump del 16 e 17 giugno potessero aver avvisato gli iraniani, alcuni aerei B-2 hanno eseguito una missione esca verso ovest dagli Stati Uniti sopra l'Oceano Pacifico.

## Reazioni internazionali

### Europa
Quasi tutti i paesi europei hanno espresso supporto agli attacchi, affermando la doverosa impossibilità dell'Iran nel raggiungere la forza nucleare e augurandosi una ripresa dei negoziati per porre fine all'escalation. La Russia invece ha condannato gli attacchi e tramite il Ministero degli affari esteri ha affermato che costituiscono una "grave violazione del diritto internazionale, della Carta delle Nazioni Unite e delle risoluzioni del Consiglio di sicurezza delle Nazioni Unite".

### Organizzazioni internazionali
Il Segretario generale delle Nazioni Unite António Guterres ha descritto gli attacchi come "una pericolosa escalation" e ha invocato la diplomazia, mentre il Consiglio di sicurezza delle Nazioni Unite ha tenuto una riunione di emergenza sugli attacchi aerei su richiesta dell'Iran. In un messaggio privato a Trump, il Segretario generale della NATO Mark Rutte lo ha elogiato e ringraziato per la sua "azione decisiva" in Iran, definendola "davvero straordinaria e qualcosa che nessun altro ha osato fare".
Il 23 giugno 2025 Rafael Grossi, capo dell'AIEA, convocò una riunione di emergenza e avvertì che l'attacco "rischia di far crollare il regime globale di non proliferazione nucleare" e di provocare una distruzione inimmaginabile se i paesi non avessero negoziato una pace. Chiese all'Iran di consentire agli ispettori dell'AIEA di valutare i danni, i livelli di radiazioni e il rilascio di tossine.